# Juan Sebastián Elcano
Juan Sebastián Elcano (n. 1486, Getaria⁠(d), Comunitatea Autonomă a Țării Basce, Spania – d. 4 august 1526, Oceanul Pacific, apele internaționale) a fost un navigator care a făcut parte din echipajul lui Fernando Magellan. Acesta a rămas în fruntea echipajului după moartea lui Magellan, în insulele Filipine.